# Акнязево
Акня́зево (рос. Акнязево, чув. Кĕлешкасси) — присілок у складі Цівільського району Чувашії, Росія. Входить до складу Булдеєвського сільського поселення.
Населення — 114 осіб (2010; 135 у 2002).
Національний склад:
- чуваші — 99 %